# .kn
.kn је највиши Интернет домен државних кодова (ccTLD) за Сент Китс и Невис. Његовом администрацијом се бави Универзитет Порто Рика, као и .gd, .gy и .pr.